# Sommer-Paralympics 2024/Teilnehmer (Uganda)
| stlisierte Goldmedaille | stlisierte Silbermedaille | stlisierte Bronzemedaille |
| ----------------------- | ------------------------- | ------------------------- |
| —                       | —                         | —                         |

Uganda entsandte für die Paralympischen Spiele 2024 in Paris vier Athleten.

## Teilnehmer nach Sportart

### Leichtathletik
| Athleten    | Klassifizierung | Wettbewerb | Vorlauf/Vorkampf | Vorlauf/Vorkampf | Finale        | Finale        | Rang |
| Athleten    | Klassifizierung | Wettbewerb | Zeit/Weite       | Rang             | Zeit/Weite    | Rang          | Rang |
| ----------- | --------------- | ---------- | ---------------- | ---------------- | ------------- | ------------- | ---- |
| Frauen      |                 |            |                  |                  |               |               |      |
| Peace Oroma | T13             | 400 m      | 1:01,68 min      | 11               | ausgeschieden | ausgeschieden | 11   |
| Peace Oroma | T13             | 1500 m     | —                | —                | 4:38,60 min   | 6             | 6    |
| Männer      |                 |            |                  |                  |               |               |      |
| David Emong | T46             | 1500 m     | —                | —                | 4:01,48 min   | 8             | 8    |

### Powerlifting (Bankdrücken)
| Athleten        | Wettbewerb       | Gewicht | Rang |
| --------------- | ---------------- | ------- | ---- |
| Dennis Mbaziira | Männer bis 88 kg | 186 kg  | 9    |

### Schwimmen
| Athleten          | Klasse                 | Vorrunde     | Vorrunde | Finale        | Finale        | Platz |
| Athleten          | Klasse                 | Zeit         | Rang     | Zeit          | Rang          | Platz |
| ----------------- | ---------------------- | ------------ | -------- | ------------- | ------------- | ----- |
| Frauen            |                        |              |          |               |               |       |
| Husnah Kukundakwe | 50 m Freistil S8       | 33,12 s (AF) | 9        | ausgeschieden | ausgeschieden | 9     |
| Husnah Kukundakwe | 100 m Brust SB8        | 1:30,08 min  | 12       | ausgeschieden | ausgeschieden | 12    |
| Husnah Kukundakwe | 100 m Schmetterling S8 | 13,93 s (AF) | 11       | ausgeschieden | ausgeschieden | 11    |

AF: Afrikanischer Rekord